# Южные горы Гаро
Южные горы Гаро (англ. South Garo Hills) — округ в индийском штате Мегхалая. Образован в 1992 году из части территории округа Западные горы Гаро. Административный центр — город Багхмара. Площадь округа — 1850 км². По данным всеиндийской переписи 2001 года население округа составляло 100 980 человек. Уровень грамотности взрослого населения составлял 55 %, что ниже среднеиндийского уровня (59,5 %). Доля городского населения составляла 8,6 %.